# قاعده خارج‌قسمت
قاعدهٔ خارج‌قسمت یکی از قواعد مشتق‌گیری در مبحث دیفرانسیل و انتگرال می‌باشد که به صورت زیر اعلام می‌شود.
اگر تابع h به صورت خارج قسمت تقسیم دو تابع f و g برهم تعریف شود، برای مشتق آن داریم:
{\displaystyle \left({\frac {f}{g}}\right)'={\frac {f'g-g'f}{g^{2}}}\quad }
دقت شود که مقدار تابع g نباید مساوی ۰ شود.
که برای نقطهٔ a چنین می‌شود:
{\displaystyle f'(a)={\frac {g'(a)h(a)-g(a)h'(a)}{[h(a)]^{2}}}.}
همچنین طبق این قاعده برای مشتق مرتبه سوم می‌توان اینگونه عمل کرد:
{\displaystyle f''(x)={\frac {g''(x)[h(x)]^{2}-2g'(x)h(x)h'(x)+g(x)[2[h'(x)]^{2}-h(x)h''(x)]}{[h(x)]^{3}}}.}

## اثبات
این روش به سادگی از قاعده ضرب و قاعده زنجیری حاصل می‌شود.
اگر قرار دهیم {\displaystyle f(x)={\frac {g(x)}{h(x)}}}
آنگاه {\displaystyle g(x)=f(x)h(x){\mbox{  }}\,}
{\displaystyle g'(x)=f'(x)h(x)+f(x)h'(x){\mbox{  }}\,}
{\displaystyle f'(x)={\frac {g'(x)-f(x)h'(x)}{h(x)}}={\frac {g'(x)-{\frac {g(x)}{h(x)}}\cdot h'(x)}{h(x)}}}
{\displaystyle f'(x)={\frac {g'(x)h(x)-g(x)h'(x)}{\left(h(x)\right)^{2}}}}

## مثال
اگر بخواهیم مشتق عبارت {\displaystyle (4x-2)/(x^{2}+1)} را بگیریم، داریم:
{\displaystyle g(x)=4x-2}
{\displaystyle h(x)=x^{2}+1}
پس طبق این قاعده مشتق به صورت زیر محاسبه می‌شود:
{\displaystyle {\begin{aligned}{\frac {d}{dx}}\left[{\frac {(4x-2)}{x^{2}+1}}\right]&={\frac {(4)(x^{2}+1)-(4x-2)(2x)}{(x^{2}+1)^{2}}}\\&={\frac {(4x^{2}+4)-(8x^{2}-4x)}{(x^{2}+1)^{2}}}={\frac {-4x^{2}+4x+4}{(x^{2}+1)^{2}}}\end{aligned}}}